# František Srbecký
František Srbecký (23. března 1840 Věžky – 10. listopadu 1909 Moravičany) byl rakouský římskokatolický duchovní a politik české národnosti z Moravy; poslanec Moravského zemského sněmu.

## Biografie
Narodil se ve Věžkách u Kroměříže v rodině Tomáše Srbeckého, panského kováře, a Josefy Obručové z Tištína. Rodina žila v domě čp. 6. Pocházel ze sedmi dětí. V letech 1853–1861 studoval na kroměřížském gymnáziu (jiné zdroje uvádějí gymnázium v Olomouci), pak studoval teologii v Olomouci. 11. června 1865 byl vysvěcen na kněze a nastoupil jako kooperátor do Příboru. Od 1. března 1867 byl suplujícím učitelem na katedře biblických studií a orientálních jazyků na teologické fakultě v Olomouci, kde zůstal do roku 1869, kdy se vrátil na pozici kooperátora v Příboru. 11. března 1875 získal titul doktora teologie. 1. března 1876 nastoupil jako duchovní do trestnice ve Valašském Meziříčí. 22. ledna 1879 ho arcibiskup olomoucký jmenoval farářem ve Valašském Meziříčí, kde se 6. června 1883 stal děkanem. Jako farář a děkan se zasloužil o četné stavební a umělecké úpravy kostela Nanebevzetí Panny Marie.
Od roku 1869 byl i politicky činný. V roce 1871 založil v Příboru katolický politický spolek Výpomocná pokladnice a byl jejím předsedou. Ve Valašském Meziříčí stál u vzniku Farní cyrillské jednoty a Rolnické záložny. Kvůli svým veřejným aktivitám byl v jisté době v nevoli úřadů. Roku 1875 kvůli tomu nezískal post administrátora fary v Příboře a bylo doporučeno jeho umístění do Valašského Meziříčí. I tam se profiloval jako český národovec. V období let 1881–1885 byl členem obecního výboru. Podporoval financování a udržení tamního českého gymnázia a zároveň veřejně odmítl zřízení německé školy ve Valašském Meziříčí.
V 80. letech se zapojil i do vysoké politiky. V zemských volbách v roce 1884 byl zvolen na Moravský zemský sněm, kde zastupoval kurii venkovských obcí, obvod Valašské Meziříčí, Rožnov, Vsetín. V roce 1884 je označován za kandidáta české rolnické strany. Do voleb byl navržen Selským spolkem, který podporoval české státní právo, ovšem kritizoval přílišnou provládní tendenci Moravské národní strany (staročeské) a zastával tezi, že zájmy venkovského lidu mají na sněmu hájit především sami rolníci. Šlo o volný předstupeň pozdějšího organizovaného agrárního hnutí. Podobně se na sněm kromě Srbeckého dostali i František Nosek a Josef Pavlica. Patřil tehdy mezi sympatizanty selského hnutí a vystupoval na schůzích nově vzniklého česko-moravského selského spolku. Byl jedním z devíti jeho kandidátů do sněmovních voleb. Po volbách ovšem oznámil, že na sněmu přistoupí do klubu Moravské národní strany. V listopadu 1887 nicméně tisk uváděl, že Srbecký spolu s poslancem Františkem Weberem jsou jedinými dvěma českými poslanci, kteří kvůli názorovým rozdílům odešli z českého sněmovního klubu. Politicky je řazen mezi konzervativce. Na sněmu zasedal ve školském odboru. Často se vyjadřoval ke školským otázkám a kritizoval nevyváženost mezi sítí německých a českých škol na Moravě. Pozornost věnoval i rozvoji náboženského vyučování.
Ve volbách do Říšské rady roku 1891 neúspěšně kandidoval do celostátního parlamentu. Těsným rozdílem ho porazil nezávislý kandidát Ignác Seichert.
Později odešel z Valašského Meziříčí. Nekrolog v listu Noviny z pod Radhoště za tím vidí neshody s významným lokálním i zemským politikem. Aloisem Mikyškou. Srbecký pak roku 1887 získal post faráře v Blansku. I zde se zasloužil o opravu místního kostela a i zde byl činný ve spolkovém národním a katolickém životě. Získal titul konzistorního rady. Od roku 1891 do roku 1895 zasedal v obecním výboru v Blansku. 7. ledna 1906 přešel na faru do obce Zvole u Zábřehu. 29. ledna 1908 pak změnil opět působiště, když se stal duchovním v Moravičanech.
V Moravičanech v listopadu 1909 zemřel.